# Yedidia Shofet

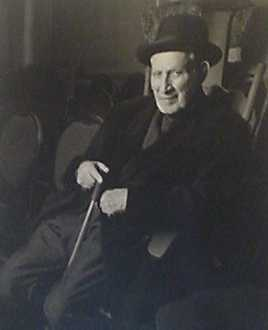

Yedidia Shofet (persisch یدیدیا شوفط; auch Shophet genannt und oft als Hakham Yedidia bezeichnet; geboren am 14. November 1908 in Kaschan; gestorben am 24. Juni 2005 in Los Angeles) war Oberrabbiner des Iran und das weltweite geistliche Oberhaupt des persischen Judentums.

## Leben
Yedidia Shofet wurde in Kaschan in eine Familie mit zwölf Generationen von Rabbinern geboren. Kurz nach dem Zweiten Weltkrieg zog er nach Teheran.
Seine Familie sind sephardische Juden. Er beherrschte mehrere Sprachen fließend, darunter Persisch, Aramäisch und Hebräisch.
Shofet diente als Oberrabbiner des Iran. Er wurde zum Verbindungsmann und Sprecher der iranischen Juden gegenüber dem Schah, Regierungsbeamten und islamischen Geistlichen. Er war maßgeblich daran beteiligt, den Schah und andere Regierungsbeamte in den frühen 1950er Jahren davon zu überzeugen, fliehenden irakischen Juden vorübergehend Zuflucht im Iran zu gewähren, bevor sie schließlich nach Israel auswanderten.
Shofet korrespondierte mit rabbinischen Autoritäten seiner Zeit, wie Ovadia Hedaya und Ovadja Josef.
Nach der Islamischen Revolution 1979 und der Hinrichtung von Habib Elghanian wanderte Shofet zusammen mit Tausenden anderer iranischer Juden nach Südkalifornien aus. Obwohl er nicht mehr als Verbindungsmann für iranische Juden tätig war, diente er weiterhin als religiöse Symbolfigur, indem er iranisch-jüdische Familien aufforderte, ihre jüdische Tradition zu bewahren. In den Vereinigten Staaten half Shofet zusammen mit seinem Sohn und anderen Gemeindeleitern bei der Gründung der Nessah-Synagoge in Beverly Hills.
Shofet war verheiratet mit Rabbanit Heshmat Shofet. Sie hatten vier Söhne und zwei Töchter: David Shofet, Mussa Shofet, Ebi Shophet und Morad Shophet sowie Yafa Nazarzadeh und Naima Abrishami.
Shofet starb am 24. Juni 2005 in Los Angeles. Er wurde auf dem Eden Memorial Park Cemetery in Mission Hills beigesetzt.